# Saga Ludvigsson
Saga Ludvigsson (Kinna, 3 februari 2006) is een Zweeds zangeres. Ze behaalde de tweede plaats in de Zweedse Idols en deed in 2025 mee aan Melodifestivalen 2025, waar ze op de twaalfde plaats eindigde.

## Biografie
Ludvigsson verwierf bekendheid door in 2019 mee te doen aan Talang, de Zweedse versie van Holland's Got Talent. In dit entertainmentprogramma drong ze door tot de finale. Op 3 januari 2020 bracht Ludvigsson haar debuutsingle Don't Ever Be The Same uit. De lokale Zweedse krant Marktbladet riep Ludvigsson in 2019 uit tot persoon van het jaar van de gemeente Mark. In het najaar van 2020 tekende Ludvigsson een platencontract bij Ninetone Records. In de jaren 2021 en 2022 bracht Ludvigsson meerdere singles uit op dit label.

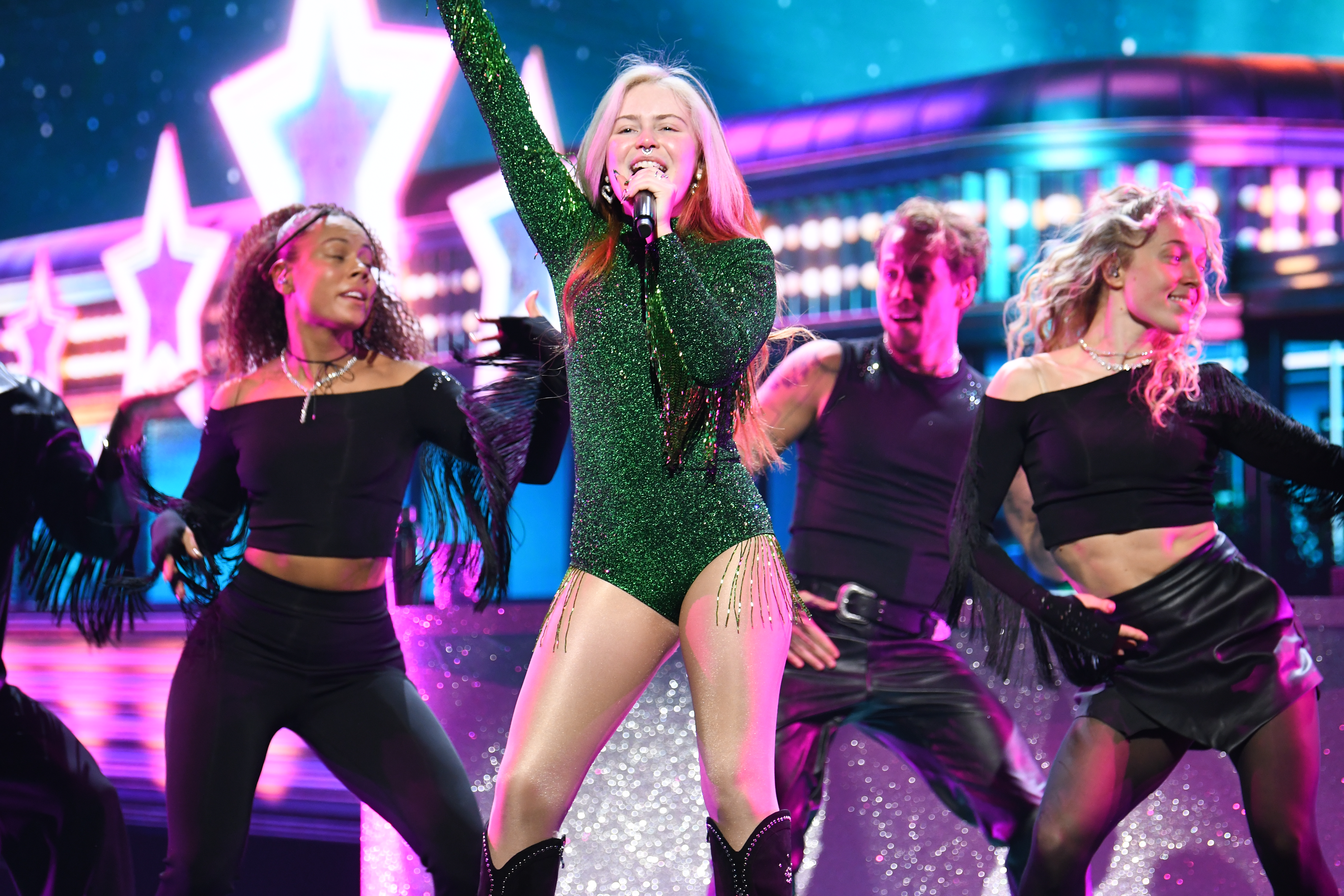
Ludvigsson tijdens Melodifestivalen 2025 in Jönköping

In 2023 deed Luvigsson mee aan de Zweedse versie van Idols. Ze behaalde de finale en eindigde op de tweede plaats achter Cimberly Wanyonyi. In 2025 trad Ludvigsson aan op Melodifestivalen 2025 met het nummer Hate You So Much, dat ze schreef in samenwerking met Herman Gardrafve en Lisa Desmond. Ze wist zich rechtsreeks te plaatsen voor de finale die plaatsvond in de Strawberry Arena in Solna op 8 maart 2025. Ludvigsson eindigde op de twaalfde plaats.

## Discografie

### Singles
- 2020: Don't Ever Be the Same
- 2021: Calling
- 2021: One Shot
- 2021: Why Don't You
- 2021: Empty Space
- 2021: Only One
- 2021: Cry Anymore
- 2021: Show Me Lights
- 2022: Tell Me Lies
- 2022: Lost
- 2024: Hercules
- 2025: Country Boy
- 2025: Hate You So Much